# Mircea Drăgănescu
Mircea Drăgănescu (n. 18 iulie 1950, Siliștea, județul Teleorman) este un poet român contemporan.

## Date biografice
A absolvit Facultatea de Filozofie din cadrul Universității din București. A fost membru al cenaclului Numele poetului, condus de poetul Cezar Ivănescu.

### Afilieri
- membru al Uniunii Scriitorilor din România[1].

### Volume de poezie
- Separarea realului, Ed. Albatros, 1980
- Oglinda de nisip, Ed. Albatros, 1988
- Robinson, Ed. Junimea, 2002
- Himera de alături, Editura nouă, 2009

### Recenzii
- Horia Gârbea în  Revista Luceafărul[2]
- Ștefan Ion Ghilimescu în Revista Argeș[3]